# Chang Zheng 2A
Chang Zheng 2A (长征二号甲) var en kinesik rymdraket i Chang Zheng serien. 2A användes endast en gång. Lasten vid denna uppskjutning var en kinesisk spionsatellit. Uppskjutningen misslyckades.